# Kanatbek Begalijev
Kanatbek Begalijev, född 14 februari 1984 i Kirgizistan, är en kirgizistansk brottare som tog OS-silver i lättviktsbrottning i den grekisk-romerska klassen 2008 i Peking.